# Crkva sv. Ilije u Mramoru
Crkva sv. Ilije Proroka je rimokatolička crkva u Starom Mramoru, posvećena sv. Iliji Proroku. Podružna je crkva župe sv. Franje Asiškoga - Šikara. Mala crkva je gotovo veličine kapele. Dimenzija je 8 x 4,80 m. Sagrađena je prema projektu Marka Joketovića tijekom 1998. – 1999. godine. Zvonik je odvojen od crkve. Visine je 10 metara. Crkvu krase djela akademskog slikara Vinka Lamešića i Florijana Grebenara. Lamešićevo je djelo oltarska slika sv. Ilije proroka. Grebenarovo su djelo postaje Križnog puta.